# 冠毛夢角鮟鱇
冠毛夢角鮟鱇，為輻鰭魚綱鮟鱇目棘茄魚亞目夢角鮟鱇科的其中一種。分布於中西太平洋的班達海海域，屬深海魚類，棲息深度約200公尺。

## 扩展阅读
維基物種上的相關：冠毛夢角鮟鱇